# Bóng chày tại Đại hội Thể thao châu Á 2022
Bóng chày tại Đại hội Thể thao châu Á 2022 được tổ chức tại Trung tâm Văn hóa Thể thao Bóng chày và Bóng mềm Thiệu Hưng ở thành phố Thiệu Hưng, Trung Quốc từ ngày 26 tháng 9 đến ngày 7 tháng 10 năm 2023. Sáu đội xếp hạng cao nhất bốc thăm vòng bảng. Ba đội cuối bảng thi đấu với nhau ở vòng loại, hai đội đứng đầu vòng loại sẽ được tiến vào vòng bảng.

## Bốc thăm
Sáu đội xếp hạng cao nhất tiến vào vòng bảng. Ba đội cuối bảng thi đấu vòng loại, đội thắng sẽ được bốc thăm vào vòng bảng. Các đội được phân bổ theo vị trí của họ tại Bảng Xếp hạng Thế giới WBSC.
Bảng A
- Nhật Bản
- Trung Quốc
- Philippines
- Lào

Bảng B
- Hàn Quốc
- Đài Bắc Trung Hoa
- Hồng Kông
- Thái Lan

Vòng loại
- Singapore
- Thái Lan
- Lào

## Lịch thi đấu
| L | Vòng loại | B | Vòng bảng | BK | Bán kết | CK | Chung kết |

| ND↓/Ngày → | 26/09 Thứ 3 | 27/09 Thứ 4 | 28/09 Thứ 5 | 29/09 Thứ 6 | 30/09 Thứ 7 | 1/10 CN | 2/10 Thứ 2 | 3/10 Thứ 3 | 4/10 Thứ 4 | 5/10 Thứ 5 | 6/10 Thứ 6 | 7/10 Thứ 7 |
| ---------- | ----------- | ----------- | ----------- | ----------- | ----------- | ------- | ---------- | ---------- | ---------- | ---------- | ---------- | ---------- |
| Nam        | L           | L           | L           |             |             | B       | B          | B          |            | BK         | BK         | CK         |

## Bảng huy chương
| Event | Vàng | Bạc | Đồng |
| ----- | --- | --- | --- |
| Men   | Hàn Quốc · Moon Dong-ju · Park Seong-han · Kim Hye-seong · Kim Ju-won · Roh Si-hwan · Kim Seong-yoon · Moon Bo-gyeong · Jang Hyun-seok · Jung Woo-young · Kim Young-kyu · Won Tae-in · Go Woo-suk · Park Se-woong · Kim Dong-heon · Kim Hyung-jun · Choi Won-jun · Choi Ji-min · Na Gyu-nan · Gwak Be-en · Kang Baek-ho · Choi Ji-hoon · Kim Ji-chan · Park Yeong-hyun · Yoon Dong-hee | Đài Bắc Trung Hoa · Chen Min-sih · Lin Tzu-hao · Lin Tzu-wei · Li I-wei · Liao Chun-kai · Cheng Tsung-che · Lin Chia-cheng · Gu Lin Ruei-yang · Liu Chih-jung · Wu Sheng-feng · Wang Yan-cheng · Shen Hao-Wei · Wu Nien-Ting · Lee Hao-Yu · Chen Po-yu · Lin Yu-mi · Cheng Hao-chun · Lai Po-wei · Yang Chen-yu · Wang Cheng-hao · Lin An-ko · Lin Li · Dai Pei-fong · Pan Wen-hui | Nhật Bản · Kazuya Shimokawa · Toshifumi Kaneko · Shoji Kitamura · Naoya Mochizuki · Hisaya Nammoku · Hiroki Nakagawa · Motoki Mukoyama · Jin Nakamura · Masashi Maruyama · Mizuki Kato · Yoshiki Fuchigami · Kisho Iwamoto · Makoto Hori · Yuki Katayama · Katsutoshi Satake · Shuichiro Kayo · Shunya Morita · Takehiro Tsujino · Kohei Sasagawa · Tatsuhiko Satoh · Seifu Suzuki · Ryo Kinami · Ryuga Ihara · Junichi Tazawa |

## Kết quả
- Thời gian các trận đấu đều là giờ Việt Nam (UTC+07:00)

### Round 1
| VT | Đội       | ST | T | B | RT | RB | %     | GB | Giành quyền tham dự |
| -- | --------- | -- | - | - | -- | -- | ----- | -- | ------------------- |
| 1  | Thái Lan  | 2  | 2 | 0 | 21 | 1  | 1,000 | —  | Round 2             |
| 2  | Lào       | 2  | 1 | 1 | 9  | 11 | ,500  | 1  | Round 2             |
| 3  | Singapore | 2  | 0 | 2 | 7  | 25 | ,000  | 2  |                     |

| 26 September 18:30 | Lào                 | 1–4             | Thái Lan           | Trung tâm Văn hóa Thể thao Bóng chày và Bóng mềm Thiệu Hưng, Thiệu Hưng |
| 26 September 18:30 | LP: Mung Chuevakham | [Box Bảng điểm] | WP: Siraphop Nadee | Trung tâm Văn hóa Thể thao Bóng chày và Bóng mềm Thiệu Hưng, Thiệu Hưng |

| Đội      | 1 | 2 | 3 | 4 | 5 | 6 | 7 | 8 | 9 | R | H | E |
| -------- | - | - | - | - | - | - | - | - | - | - | - | - |
| Lào      | 0 | 0 | 0 | 0 | 0 | 0 | 1 | 0 | 0 | 1 | 2 | 5 |
| Thái Lan | 0 | 1 | 1 | 2 | 0 | 0 | 0 | 0 | X | 4 | 7 | 3 |

| 27 September 18:30 | Singapore               | 7–8             | Lào          | Trung tâm Văn hóa Thể thao Bóng chày và Bóng mềm Thiệu Hưng, Thiệu Hưng |
| 27 September 18:30 | LP: Ng Eleazar Jie Xian | [Box Bảng điểm] | WP: Hue Thor | Trung tâm Văn hóa Thể thao Bóng chày và Bóng mềm Thiệu Hưng, Thiệu Hưng |

| Đội       | 1 | 2 | 3 | 4 | 5 | 6 | 7 | 8 | 9 | R | H  | E |
| --------- | - | - | - | - | - | - | - | - | - | - | -- | - |
| Singapore | 0 | 2 | 0 | 0 | 0 | 2 | 2 | 1 | 0 | 7 | 11 | 2 |
| Lào       | 0 | 0 | 2 | 0 | 1 | 5 | 0 | 0 | X | 8 | 5  | 4 |

| 28 September 18:30 | Thái Lan           | 17–0 (F/7)      | Singapore               | Trung tâm Văn hóa Thể thao Bóng chày và Bóng mềm Thiệu Hưng, Thiệu Hưng |
| 28 September 18:30 | WP: Siraphop Nadee | [Box Bảng điểm] | LP: Ng Eleazar Jie Xian | Trung tâm Văn hóa Thể thao Bóng chày và Bóng mềm Thiệu Hưng, Thiệu Hưng |

| Đội       | 1 | 2 | 3 | 4 | 5 | 6 | 7  | 8 | 9 | R  | H | E |
| --------- | - | - | - | - | - | - | -- | - | - | -- | - | - |
| Thái Lan  | 1 | 0 | 3 | 0 | 0 | 0 | 13 | – | – | 17 | 6 | 0 |
| Singapore | 0 | 0 | 0 | 0 | 0 | 0 | 0  | – | – | 0  | 1 | 0 |

### Round 2

#### Group A
| VT | Đội            | ST | T | B | RT | RB | %     | GB | Giành quyền tham dự |
| -- | -------------- | -- | - | - | -- | -- | ----- | -- | ------------------- |
| 1  | Trung Quốc (H) | 3  | 3 | 0 | 18 | 0  | 1,000 | —  | Super Round         |
| 2  | Nhật Bản       | 3  | 2 | 1 | 24 | 1  | ,667  | 1  | Super Round         |
| 3  | Philippines    | 3  | 1 | 2 | 7  | 8  | ,333  | 2  | Placement Round     |
| 4  | Lào            | 3  | 0 | 3 | 0  | 40 | ,000  | 3  | Placement Round     |

| 1 October 12:00 | Lào         | 0–15 (F/5)      | Trung Quốc       | Trung tâm Văn hóa Thể thao Bóng chày và Bóng mềm Thiệu Hưng, Thiệu Hưng |
| 1 October 12:00 | LP: To Tava | [Box Bảng điểm] | WP: Su Changlong | Trung tâm Văn hóa Thể thao Bóng chày và Bóng mềm Thiệu Hưng, Thiệu Hưng |

| Đội        | 1 | 2 | 3 | 4 | 5 | 6 | 7 | 8 | 9 | R  | H  | E |
| ---------- | - | - | - | - | - | - | - | - | - | -- | -- | - |
| Lào        | 0 | 0 | 0 | 0 | 0 | – | – | – | – | 0  | 2  | 3 |
| Trung Quốc | 2 | 4 | 0 | 0 | 9 | – | – | – | – | 15 | 11 | 0 |

| 1 October 12:00 | Nhật Bản        | 6–0             | Philippines             | Trung tâm Văn hóa Thể thao Bóng chày và Bóng mềm Thiệu Hưng, Thiệu Hưng |
| 1 October 12:00 | WP: Mizuki Kato | [Box Bảng điểm] | LP: Juan Paulo Macasaet | Trung tâm Văn hóa Thể thao Bóng chày và Bóng mềm Thiệu Hưng, Thiệu Hưng |

| Đội         | 1 | 2 | 3 | 4 | 5 | 6 | 7 | 8 | 9 | R | H  | E |
| ----------- | - | - | - | - | - | - | - | - | - | - | -- | - |
| Nhật Bản    | 3 | 0 | 0 | 0 | 1 | 0 | 1 | 1 | 0 | 6 | 10 | 0 |
| Philippines | 0 | 0 | 0 | 0 | 0 | 0 | 0 | 0 | 0 | 0 | 3  | 0 |

| 2 October 12:00 | Philippines              | 0–2             | Trung Quốc    | Trung tâm Văn hóa Thể thao Bóng chày và Bóng mềm Thiệu Hưng, Thiệu Hưng |
| 2 October 12:00 | LP: Carlos Alberto Muñoz | [Box Bảng điểm] | WP: Li Ningji | Trung tâm Văn hóa Thể thao Bóng chày và Bóng mềm Thiệu Hưng, Thiệu Hưng |

| Đội         | 1 | 2 | 3 | 4 | 5 | 6 | 7 | 8 | 9 | R | H | E |
| ----------- | - | - | - | - | - | - | - | - | - | - | - | - |
| Philippines | 0 | 0 | 0 | 0 | 0 | 0 | 0 | 0 | 0 | 0 | 2 | 3 |
| Trung Quốc  | 0 | 0 | 0 | 0 | 0 | 1 | 1 | 0 | X | 2 | 4 | 0 |

| 2 October 18:30 | Lào                        | 0–18 (F/5)      | Nhật Bản                                | Trung tâm Văn hóa Thể thao Bóng chày và Bóng mềm Thiệu Hưng, Thiệu Hưng |
| 2 October 18:30 | LP: Soulapixa Khounchaleun | [Box Bảng điểm] | WP: Kisho Iwamoto Sv: Yoshiki Fuchigami | Trung tâm Văn hóa Thể thao Bóng chày và Bóng mềm Thiệu Hưng, Thiệu Hưng |

| Đội      | 1 | 2 | 3 | 4 | 5 | 6 | 7 | 8 | 9 | R  | H  | E |
| -------- | - | - | - | - | - | - | - | - | - | -- | -- | - |
| Lào      | 0 | 0 | 0 | 0 | 0 | – | – | – | – | 0  | 0  | 0 |
| Nhật Bản | 3 | 0 | 6 | 9 | X | – | – | – | – | 18 | 11 | 0 |

| 3 October 18:30 | Trung Quốc                       | 1–0             | Nhật Bản          | Trung tâm Văn hóa Thể thao Bóng chày và Bóng mềm Thiệu Hưng, Thiệu Hưng |
| 3 October 18:30 | WP: Wang Xiang Sv: Zheng Chaoqun | [Box Bảng điểm] | LP: Shunya Morita | Trung tâm Văn hóa Thể thao Bóng chày và Bóng mềm Thiệu Hưng, Thiệu Hưng |

| Đội        | 1 | 2 | 3 | 4 | 5 | 6 | 7 | 8 | 9 | R | H | E |
| ---------- | - | - | - | - | - | - | - | - | - | - | - | - |
| Trung Quốc | 0 | 1 | 0 | 0 | 0 | 0 | 0 | 0 | 0 | 1 | 5 | 2 |
| Nhật Bản   | 0 | 0 | 0 | 0 | 0 | 0 | 0 | 0 | 0 | 0 | 2 | 0 |

| 3 October 18:30 | Philippines        | 7–0             | Lào                 | Trung tâm Văn hóa Thể thao Bóng chày và Bóng mềm Thiệu Hưng, Thiệu Hưng |
| 3 October 18:30 | WP: Raymond Nerosa | [Box Bảng điểm] | LP: Mung Chuevakham | Trung tâm Văn hóa Thể thao Bóng chày và Bóng mềm Thiệu Hưng, Thiệu Hưng |

| Đội         | 1 | 2 | 3 | 4 | 5 | 6 | 7 | 8 | 9 | R | H  | E |
| ----------- | - | - | - | - | - | - | - | - | - | - | -- | - |
| Philippines | 2 | 1 | 1 | 1 | 0 | 0 | 1 | 1 | 1 | 7 | 12 | 2 |
| Lào         | 0 | 0 | 0 | 0 | 0 | 0 | 0 | 0 | 0 | 0 | 3  | 3 |

#### Group B
| VT | Đội               | ST | T | B | RT | RB | %     | GB | Giành quyền tham dự |
| -- | ----------------- | -- | - | - | -- | -- | ----- | -- | ------------------- |
| 1  | Đài Bắc Trung Hoa | 3  | 3 | 0 | 31 | 1  | 1,000 | —  | Super Round         |
| 2  | Hàn Quốc          | 3  | 2 | 1 | 27 | 4  | ,667  | 1  | Super Round         |
| 3  | Hồng Kông         | 3  | 1 | 2 | 8  | 25 | ,333  | 2  | Placement Round     |
| 4  | Thái Lan          | 3  | 0 | 3 | 1  | 37 | ,000  | 3  | Placement Round     |

| 1 October 18:30 | Hồng Kông           | 0–10 (F/8)      | Hàn Quốc        | Trung tâm Văn hóa Thể thao Bóng chày và Bóng mềm Thiệu Hưng, Thiệu Hưng |
| 1 October 18:30 | LP: Leung Chung Hei | [Box Bảng điểm] | WP: Choi Ji-min | Trung tâm Văn hóa Thể thao Bóng chày và Bóng mềm Thiệu Hưng, Thiệu Hưng |

| Đội       | 1 | 2 | 3 | 4 | 5 | 6 | 7 | 8 | 9 | R  | H  | E |
| --------- | - | - | - | - | - | - | - | - | - | -- | -- | - |
| Hồng Kông | 0 | 0 | 0 | 0 | 0 | 0 | 0 | 0 | – | 0  | 2  | 3 |
| Hàn Quốc  | 1 | 0 | 0 | 2 | 0 | 0 | 0 | 7 | – | 10 | 13 | 0 |

| 1 October 18:30 | Thái Lan          | 1–12 (F/7)      | Đài Bắc Trung Hoa | Trung tâm Văn hóa Thể thao Bóng chày và Bóng mềm Thiệu Hưng, Thiệu Hưng |
| 1 October 18:30 | LP: Suppakorn Lin | [Box Bảng điểm] | WP: Wu Sheng-Feng | Trung tâm Văn hóa Thể thao Bóng chày và Bóng mềm Thiệu Hưng, Thiệu Hưng |
| 1 October 18:30 | HR: Lin Li        | [Box Bảng điểm] |                   | Trung tâm Văn hóa Thể thao Bóng chày và Bóng mềm Thiệu Hưng, Thiệu Hưng |

| Đội               | 1 | 2 | 3 | 4 | 5 | 6 | 7 | 8 | 9 | R  | H  | E |
| ----------------- | - | - | - | - | - | - | - | - | - | -- | -- | - |
| Thái Lan          | 1 | 0 | 0 | 0 | 0 | 0 | 0 | – | – | 1  | 5  | 3 |
| Đài Bắc Trung Hoa | 0 | 0 | 7 | 1 | 2 | 2 | X | – | – | 12 | 10 | 0 |

| 2 October 12:00 | Hồng Kông           | 8–0             | Thái Lan           | Trung tâm Văn hóa Thể thao Bóng chày và Bóng mềm Thiệu Hưng, Thiệu Hưng |
| 2 October 12:00 | WP: Leung Chung Hei | [Box Bảng điểm] | LP: Siraphop Nadee | Trung tâm Văn hóa Thể thao Bóng chày và Bóng mềm Thiệu Hưng, Thiệu Hưng |

| Đội       | 1 | 2 | 3 | 4 | 5 | 6 | 7 | 8 | 9 | R | H  | E |
| --------- | - | - | - | - | - | - | - | - | - | - | -- | - |
| Hồng Kông | 2 | 0 | 1 | 1 | 1 | 3 | 0 | 0 | 0 | 8 | 12 | 1 |
| Thái Lan  | 0 | 0 | 0 | 0 | 0 | 0 | 0 | 0 | 0 | 0 | 3  | 4 |

| 2 October 18:30 | Hàn Quốc         | 0–4             | Đài Bắc Trung Hoa | Trung tâm Văn hóa Thể thao Bóng chày và Bóng mềm Thiệu Hưng, Thiệu Hưng |
| 2 October 18:30 | LP: Moon Dong-ju | [Box Bảng điểm] | WP: Li Yu-Min     | Trung tâm Văn hóa Thể thao Bóng chày và Bóng mềm Thiệu Hưng, Thiệu Hưng |

| Đội               | 1 | 2 | 3 | 4 | 5 | 6 | 7 | 8 | 9 | R | H | E |
| ----------------- | - | - | - | - | - | - | - | - | - | - | - | - |
| Hàn Quốc          | 0 | 0 | 0 | 0 | 0 | 0 | 0 | 0 | 0 | 0 | 6 | 0 |
| Đài Bắc Trung Hoa | 1 | 0 | 0 | 1 | 0 | 0 | 0 | 2 | X | 4 | 7 | 0 |

| 3 October 12:00 | Đài Bắc Trung Hoa | 15–0 (F/6)      | Hồng Kông           | Trung tâm Văn hóa Thể thao Bóng chày và Bóng mềm Thiệu Hưng, Thiệu Hưng |
| 3 October 12:00 | WP: Lai Po-Wei    | [Box Bảng điểm] | LP: Leung Ka Ho Sam | Trung tâm Văn hóa Thể thao Bóng chày và Bóng mềm Thiệu Hưng, Thiệu Hưng |

| Đội               | 1 | 2 | 3 | 4 | 5 | 6 | 7 | 8 | 9 | R  | H | E |
| ----------------- | - | - | - | - | - | - | - | - | - | -- | - | - |
| Đài Bắc Trung Hoa | 2 | 0 | 2 | 1 | 5 | 5 | – | – | – | 15 | 9 | 1 |
| Hồng Kông         | 0 | 0 | 0 | 0 | 0 | 0 | – | – | – | 0  | 1 | 2 |

| 3 October 12:00 | Thái Lan                                    | 0–17 (F/5)      | Hàn Quốc       | Trung tâm Văn hóa Thể thao Bóng chày và Bóng mềm Thiệu Hưng, Thiệu Hưng |
| 3 October 12:00 | LP: Phoomwut Wutthikorn                     | [Box Bảng điểm] | WP: Na Gyu-nan | Trung tâm Văn hóa Thể thao Bóng chày và Bóng mềm Thiệu Hưng, Thiệu Hưng |
| 3 October 12:00 | HR: Choi Ji-hoon, Yoon Dong-hee, Kim Ju-won | [Box Bảng điểm] |                | Trung tâm Văn hóa Thể thao Bóng chày và Bóng mềm Thiệu Hưng, Thiệu Hưng |

| Đội      | 1 | 2 | 3 | 4  | 5 | 6 | 7 | 8 | 9 | R  | H  | E |
| -------- | - | - | - | -- | - | - | - | - | - | -- | -- | - |
| Thái Lan | 0 | 0 | 0 | 0  | 0 | – | – | – | – | 0  | 4  | 2 |
| Hàn Quốc | 2 | 4 | 1 | 10 | X | – | – | – | – | 17 | 11 | 0 |

### Placement round
| VT | Đội         | ST | T | B | RT | RB | %     | GB |
| -- | ----------- | -- | - | - | -- | -- | ----- | -- |
| 1  | Philippines | 3  | 3 | 0 | 23 | 2  | 1,000 | —  |
| 2  | Hồng Kông   | 3  | 2 | 1 | 20 | 5  | ,667  | 1  |
| 3  | Thái Lan    | 3  | 1 | 2 | 7  | 19 | ,333  | 2  |
| 4  | Lào         | 3  | 0 | 3 | 0  | 24 | ,000  | 3  |

| 5 October 12:00 | Lào          | 0–6             | Thái Lan                | Trung tâm Văn hóa Thể thao Bóng chày và Bóng mềm Thiệu Hưng, Thiệu Hưng |
| 5 October 12:00 | LP: Yayua Wa | [Box Bảng điểm] | WP: Phoomwut Wutthikorn | Trung tâm Văn hóa Thể thao Bóng chày và Bóng mềm Thiệu Hưng, Thiệu Hưng |

| Đội      | 1 | 2 | 3 | 4 | 5 | 6 | 7 | 8 | 9 | R | H | E |
| -------- | - | - | - | - | - | - | - | - | - | - | - | - |
| Lào      | 0 | 0 | 0 | 0 | 0 | 0 | 0 | 0 | 0 | 0 | 2 | 2 |
| Thái Lan | 0 | 0 | 0 | 0 | 6 | 0 | 0 | 0 | X | 6 | 5 | 1 |

| 5 October 18:30 | Hồng Kông       | 1–5             | Philippines                            | Trung tâm Văn hóa Thể thao Bóng chày và Bóng mềm Thiệu Hưng, Thiệu Hưng |
| 5 October 18:30 | LP: Lam Lai Him | [Box Bảng điểm] | WP: Junmar Diarao Sv: Romeo Jasmin Jr. | Trung tâm Văn hóa Thể thao Bóng chày và Bóng mềm Thiệu Hưng, Thiệu Hưng |

| Đội         | 1 | 2 | 3 | 4 | 5 | 6 | 7 | 8 | 9 | R | H | E |
| ----------- | - | - | - | - | - | - | - | - | - | - | - | - |
| Hồng Kông   | 0 | 0 | 0 | 1 | 0 | 0 | 0 | 0 | 0 | 1 | 9 | 3 |
| Philippines | 2 | 0 | 0 | 0 | 0 | 0 | 2 | 1 | X | 5 | 7 | 0 |

| 6 October 12:00 | Thái Lan           | 1–11 (F/8)      | Philippines        | Trung tâm Văn hóa Thể thao Bóng chày và Bóng mềm Thiệu Hưng, Thiệu Hưng |
| 6 October 12:00 | LP: Siraphop Nadee | [Box Bảng điểm] | WP: Kennedy Torres | Trung tâm Văn hóa Thể thao Bóng chày và Bóng mềm Thiệu Hưng, Thiệu Hưng |

| Đội         | 1 | 2 | 3 | 4 | 5 | 6 | 7 | 8 | 9 | R  | H  | E |
| ----------- | - | - | - | - | - | - | - | - | - | -- | -- | - |
| Thái Lan    | 0 | 0 | 0 | 0 | 0 | 1 | 0 | 0 | – | 1  | 4  | 1 |
| Philippines | 3 | 0 | 2 | 3 | 0 | 0 | 2 | 1 | – | 11 | 17 | 0 |

| 6 October 18:30 | Lào                  | 0–11 (F/7)      | Hồng Kông           | Trung tâm Văn hóa Thể thao Bóng chày và Bóng mềm Thiệu Hưng, Thiệu Hưng |
| 6 October 18:30 | LP: Mung Chuevakham  | [Box Bảng điểm] | WP: Leung Ka Ho Sam | Trung tâm Văn hóa Thể thao Bóng chày và Bóng mềm Thiệu Hưng, Thiệu Hưng |
| 6 October 18:30 | HR: Sze Long Ho York | [Box Bảng điểm] |                     | Trung tâm Văn hóa Thể thao Bóng chày và Bóng mềm Thiệu Hưng, Thiệu Hưng |

| Đội       | 1 | 2 | 3 | 4 | 5 | 6 | 7 | 8 | 9 | R  | H | E |
| --------- | - | - | - | - | - | - | - | - | - | -- | - | - |
| Lào       | 0 | 0 | 0 | 0 | 0 | 0 | 0 | – | – | 0  | 3 | 3 |
| Hồng Kông | 0 | 2 | 7 | 0 | 2 | 0 | X | – | – | 11 | 9 | 1 |

### Super round
| VT | Đội               | ST | T | B | RT | RB | %    | GB | Giành quyền tham dự |
| -- | ----------------- | -- | - | - | -- | -- | ---- | -- | ------------------- |
| 1  | Đài Bắc Trung Hoa | 3  | 2 | 1 | 8  | 3  | ,667 | —  | Gold Medal Match    |
| 2  | Hàn Quốc          | 3  | 2 | 1 | 10 | 5  | ,667 | —  | Gold Medal Match    |
| 3  | Trung Quốc        | 3  | 1 | 2 | 3  | 12 | ,333 | 1  | Bronze Medal Match  |
| 4  | Nhật Bản          | 3  | 1 | 2 | 2  | 3  | ,333 | 1  | Bronze Medal Match  |

| 5 October 12:00 | Nhật Bản           | 0–2             | Hàn Quốc                             | Trung tâm Văn hóa Thể thao Bóng chày và Bóng mềm Thiệu Hưng, Thiệu Hưng |
| 5 October 12:00 | LP: Shuichiro Kayo | [Box Bảng điểm] | WP: Park Se-wong Sv: Park Yeong-hyun | Trung tâm Văn hóa Thể thao Bóng chày và Bóng mềm Thiệu Hưng, Thiệu Hưng |

| Đội      | 1 | 2 | 3 | 4 | 5 | 6 | 7 | 8 | 9 | R | H | E |
| -------- | - | - | - | - | - | - | - | - | - | - | - | - |
| Nhật Bản | 0 | 0 | 0 | 0 | 0 | 0 | 0 | 0 | 0 | 0 | 5 | 0 |
| Hàn Quốc | 0 | 0 | 0 | 0 | 0 | 1 | 0 | 1 | X | 2 | 6 | 1 |

| 5 October 18:30 | Đài Bắc Trung Hoa                   | 4–1             | Trung Quốc   | Trung tâm Văn hóa Thể thao Bóng chày và Bóng mềm Thiệu Hưng, Thiệu Hưng |
| 5 October 18:30 | WP: Chen Po-Yu Sv: Gu Lin Ruei-Yang | [Box Bảng điểm] | LP: Gan Quan | Trung tâm Văn hóa Thể thao Bóng chày và Bóng mềm Thiệu Hưng, Thiệu Hưng |

| Đội               | 1 | 2 | 3 | 4 | 5 | 6 | 7 | 8 | 9 | R | H | E |
| ----------------- | - | - | - | - | - | - | - | - | - | - | - | - |
| Đài Bắc Trung Hoa | 2 | 0 | 0 | 0 | 1 | 0 | 0 | 1 | 0 | 4 | 6 | 1 |
| Trung Quốc        | 0 | 0 | 0 | 0 | 1 | 0 | 0 | 0 | 0 | 1 | 6 | 1 |

| 6 October 12:00 | Hàn Quốc                     | 8–1             | Trung Quốc     | Trung tâm Văn hóa Thể thao Bóng chày và Bóng mềm Thiệu Hưng, Thiệu Hưng |
| 6 October 12:00 | WP: Won Tae-in               | [Box Bảng điểm] | LP: Wang Weiyi | Trung tâm Văn hóa Thể thao Bóng chày và Bóng mềm Thiệu Hưng, Thiệu Hưng |
| 6 October 12:00 | HR: Kim Ju-won, Kang Baek-ho | [Box Bảng điểm] |                | Trung tâm Văn hóa Thể thao Bóng chày và Bóng mềm Thiệu Hưng, Thiệu Hưng |

| Đội        | 1 | 2 | 3 | 4 | 5 | 6 | 7 | 8 | 9 | R | H  | E |
| ---------- | - | - | - | - | - | - | - | - | - | - | -- | - |
| Hàn Quốc   | 0 | 3 | 1 | 2 | 0 | 0 | 0 | 2 | 0 | 8 | 16 | 0 |
| Trung Quốc | 0 | 0 | 0 | 0 | 0 | 0 | 0 | 1 | 0 | 1 | 6  | 2 |

| 6 October 18:30 | Nhật Bản              | 2–0             | Đài Bắc Trung Hoa  | Trung tâm Văn hóa Thể thao Bóng chày và Bóng mềm Thiệu Hưng, Thiệu Hưng |
| 6 October 18:30 | WP: Yoshiki Fuchigami | [Box Bảng điểm] | LP: Wang Yan-Cheng | Trung tâm Văn hóa Thể thao Bóng chày và Bóng mềm Thiệu Hưng, Thiệu Hưng |

The game was stopped at 8:29 P.M., at the top of the 7th inning, due to heavy rains. The game was eventually called off after 60 minutes, with the score after 6 innings only taken into consideration.
| Đội               | 1 | 2 | 3 | 4 | 5 | 6 | R | H | E |
| ----------------- | - | - | - | - | - | - | - | - | - |
| Nhật Bản          | 0 | 1 | 0 | 1 | 0 | 0 | 2 | 8 | 0 |
| Đài Bắc Trung Hoa | 0 | 0 | 0 | 0 | 0 | 0 | 0 | 3 | 1 |

### Final round

#### Bronze medal match
| 7 October 12:00 | Nhật Bản                                 | 4–3             | Trung Quốc     | Trung tâm Văn hóa Thể thao Bóng chày và Bóng mềm Thiệu Hưng, Thiệu Hưng |
| 7 October 12:00 | WP: Shuichiro Kayo Sv: Katsutoshi Satake | [Box Bảng điểm] | LP: Wang Xiang | Trung tâm Văn hóa Thể thao Bóng chày và Bóng mềm Thiệu Hưng, Thiệu Hưng |
| 7 October 12:00 | HR: Kou Yongkang                         | [Box Bảng điểm] |                | Trung tâm Văn hóa Thể thao Bóng chày và Bóng mềm Thiệu Hưng, Thiệu Hưng |

| Đội        | 1 | 2 | 3 | 4 | 5 | 6 | 7 | 8 | 9 | R | H | E |
| ---------- | - | - | - | - | - | - | - | - | - | - | - | - |
| Nhật Bản   | 0 | 2 | 0 | 0 | 0 | 0 | 0 | 2 | 0 | 4 | 6 | 0 |
| Trung Quốc | 1 | 0 | 2 | 0 | 0 | 0 | 0 | 0 | 0 | 3 | 7 | 2 |

#### Gold medal match
| 7 October 18:00 | Hàn Quốc        | 2–0 | Đài Bắc Trung Hoa | Trung tâm Văn hóa Thể thao Bóng chày và Bóng mềm Thiệu Hưng, Thiệu Hưng |
| 7 October 18:00 | [Box Bảng điểm] |     |                   | Trung tâm Văn hóa Thể thao Bóng chày và Bóng mềm Thiệu Hưng, Thiệu Hưng |

| Đội               | 1 | 2 | 3 | 4 | 5 | 6 | 7 | 8 | 9 | R | H | E |
| ----------------- | - | - | - | - | - | - | - | - | - | - | - | - |
| Hàn Quốc          | 0 | 2 | 0 | 0 | 0 | 0 | 0 | 0 | 0 | 2 | 6 | 0 |
| Đài Bắc Trung Hoa | 0 | 0 | 0 | 0 | 0 | 0 | 0 | 0 | 0 | 0 | 5 | 0 |

## Thứ hạng chung cuộc
| Thứ hạng | Đội               | Pld | W | L |
| -------- | ----------------- | --- | - | - |
| 1        | Hàn Quốc          | 6   | 5 | 1 |
| 2        | Đài Bắc Trung Hoa | 6   | 4 | 2 |
| 3        | Nhật Bản          | 6   | 4 | 2 |
| 4        | Trung Quốc        | 6   | 3 | 3 |
| 5        | Philippines       | 5   | 3 | 2 |
| 6        | Hồng Kông         | 5   | 2 | 3 |
| 7        | Thái Lan          | 7   | 3 | 4 |
| 8        | Lào               | 7   | 1 | 6 |
| 9        | Singapore         | 2   | 0 | 2 |